# Liste der Kulturdenkmäler in Kemmenau
In der Liste der Kulturdenkmäler in Kemmenau sind alle Kulturdenkmäler der rheinland-pfälzischen Ortsgemeinde Kemmenau aufgeführt. Grundlage ist die Denkmalliste des Landes Rheinland-Pfalz (Stand: 8. Dezember 2023).

## Einzeldenkmäler
| Bezeichnung           | Lage                           | Baujahr                            | Beschreibung                                                                                      | Bild                           |
| --------------------- | ------------------------------ | ---------------------------------- | ------------------------------------------------------------------------------------------------- | ------------------------------ |
| Dorfgemeinschaftshaus | An der Schule 5 Lage           | 1908                               | ehemalige Schule; eingeschossiger Putzbau, teilweise Fachwerk, Reformarchitektur, bezeichnet 1908 | Fotos hochladen                |
| Brunnen               | Backhausstraße, bei Nr. 2 Lage | zweite Hälfte des 19. Jahrhunderts | gusseiserner Pumpbrunnen, zweite Hälfte des 19. Jahrhunderts (?)                                  | weitere Bilder Fotos hochladen |